# Walckenaeria microps
Walckenaeria microps är en spindelart som beskrevs av Holm 1984. Walckenaeria microps ingår i släktet Walckenaeria och familjen täckvävarspindlar. Inga underarter finns listade i Catalogue of Life.